# Угандско летящо куче
Угандското летящо куче (Rousettus lanosus) е вид прилеп от семейство Плодоядни прилепи (Pteropodidae). Видът не е застрашен от изчезване.

## Разпространение
Разпространен е в Демократична република Конго, Етиопия, Кения, Малави, Руанда, Танзания, Уганда и Южен Судан.

## Описание
Теглото им е около 104,8 g.
Продължителността им на живот е около 18,7 години. Популацията на вида е намаляваща.